# Pseudosparianthis ambigua
Pseudosparianthis ambigua är en spindelart som beskrevs av Lodovico di Caporiacco 1938. Pseudosparianthis ambigua ingår i släktet Pseudosparianthis och familjen jättekrabbspindlar.
Artens utbredningsområde är Guatemala. Inga underarter finns listade i Catalogue of Life.